# 湿式シリカ
湿式シリカ（しっしきシリカ）とは、液体中で合成される非晶質の二酸化ケイ素である。珪酸ナトリウムの中和などによって製造される。おもに四塩化ケイ素の燃焼によって製造される乾式シリカとは一部の性状が異なる。

## 概要
湿式シリカの工業的に供給量が多いものは、水中で水ガラス（珪酸ナトリウム）から合成されるもので、合成条件によって、沈降シリカ、ゲルシリカ（シリカゲル）、コロイダルシリカなどと呼ばれる異なる特性を持つ材料となる。その他の湿式法にはアルコールなど有機溶剤中でアルコキシドなどのシラン化合物と水の反応から合成されるもの（ゾル-ゲル法）などがある。
原料となる珪酸ナトリウムはカレットと呼ばれる、硅砂とソーダ灰（炭酸ナトリウム）から合成されたものが原料として供給され、水中に溶解した状態で強いアルカリ性水溶液となる。硫酸を加えるなどpHを下げることにより水中で珪素と酸素との構成分子が不規則につながり非晶質のシリカとして析出する。
沈降シリカは弱いアルカリ性から中性の水溶液から固形状のシリカを合成し、濾過、水洗、乾燥することで十μｍ前後の粉体のシリカを得る。さらに粉砕、造粒、焼成、分級などの処理を加えられる場合もある。
メソポアの多孔体となり、吸油量、増粘性の高い粉体となる。ゴム工業の分野ではホワイトカーボンともいう。タイヤ等のゴム製品が黒いのは改質剤として配合しているカーボンブラックのためだが、黒くない製品ではシリカを代わりに配合するため、炭素（carbon）を含まないにもかかわらずこう呼ばれる。
ゲルシリカは急激に水溶液を酸性にしてシリカを合成し、水洗、乾燥し数μｍ～数十μｍ程度の粉体を得る。
表面にナノサイズの細孔を持ち、細孔を制御することで吸着特性を調整することができる。また緻密な構造となるため硬い粒子が生成される。シリカゲルと呼ばれる場合もある。
コロイダルシリカは水中で球状粒子を成長させ、pHを調整するなどしてコロイド状に粒子の分散状態を安定化させ、主に水分散体として供給される。
球状一次粒子径を制御することができ、水分散体を有機溶剤に置換したものもある。ゾル-ゲル法で製造したシリカゾル溶剤分散体もコロイダルシリカと呼ぶ場合もある。
これらの製造法と特性はそれぞれ製造条件により中間的特性が得られる場合もあり、厳密なものではない。